# I cinque samurai (singolo)
I cinque samurai è un singolo di Enzo Draghi, pubblicato nel corso del 2012 da TV-Pedia su licenza R.T.I. SpA.

## Descrizione
La canzone è la sigla italiana dell'anime omonimo, scritta da Alessandra Valeri Manera su musica e arrangiamento dello stesso artista. Questa sigla del 1990 è rimasta inedita fino al 2012, quando per la prima volta è stata pubblicata e distribuita su 45 giri, dall'associazione culturale TV-Pedia ai soci che avevano coperto le spese di produzione. Bisognerà poi aspettare il 2018 per la pubblicazione su CD, all'interno dell'album Le mitiche sigle TV.
Di questa canzone, l'artista ha pubblicato anche una cover della base musicale, all'interno dell'album Karaoke sigle e cartoni TV - Volume 1.
Nel 2012 il musicista e cantante Giorgio Vanni ha omaggiato l'artista inserendo una cover della canzone all'interno del suo album Time Machine - Da Goldrake a Goku, con la base musicale suonata e arrangiata da lui e dal suo socio Max Longhi.

## Tracce
- LP: SGL 45 012

Lato A
1. Enzo Draghi – I cinque samurai – 3:27 (testo: Alinvest[2] – musica: Enzo Draghi; edizioni musicali RTI Music S.p.A.)

Lato B
1. I cinque samurai (base musicale) – 3:27 (testo: Alinvest[2] – musica: Enzo Draghi; edizioni musicali RTI Music S.p.A.)

## Produzione
- TV-Pedia – Produzione artistica e grafica

## Produzione e formazione dei brani
- Enzo Draghi[3] – tastiera, chitarra, programmazione, cori, produzione e arrangiamento
- Walter Biondi – registrazione e missaggio al CAP Studio, Milano
- Paola Orlandi – cori
- Silvio Pozzoli – cori